# Adel López

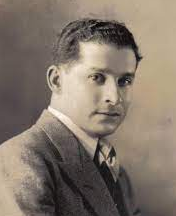
Adel López Gómez, escritor Colombiano

Adel López Gómez (Armenia, 17 de octubre de 1900-Manizales, 19 de agosto de 1989) fue un escritor, periodista y cuentista colombiano. Conocido con el seudónimo de Alberto Dumas. Dueño de una enorme facilidad para la narrativa, lo que lo hizo ganador de múltiples galardones entre los que se encuentra la Medalla al Mérito otorgada por el Instituto Colombiano de Cultura. Fue doctor honoris causa en Filosofía y Letras de la Universidad de Caldas, Colombia. 

## Trayectoria
Adel López nació en Armenia, Caldas, hijo de Adel López Londoño y Genoveva Gómez Arias. Es el mayor de diez hermanos. En 1917 trabajó como oficial escribiente del Juzgado Primero de Armenia. En Medellín se vincula a la redacción de los periódicos El Espectador y El Correo Liberal y aparecen sus colaboraciones en la revista Cromos. Fue director del Departamento de Publicaciones del Ministerio de Agricultura y Comercio de 1934 a 1939. Residiendo en la región de Urabá en 1939, se ejerce como almacenista de la compañía de ingenieros que construía la carretera al mar, escribiendo en esa época unos diez cuentos sobre esa región. En 1947 publica, en el periódico El Colombiano, su columna “Tinta Perdida”.
Fue colaborador de: El Gráfico, Cromos, Sábado, Horas, Revista de América, Magazín Dominical y Revista de las Indias. Autor de disímiles obras y artículos periodísticos, utilizó el seudónimo de Alberto Dumas. Su rol como escritor popular, cuentista fecundo y extraordinario costumbrista es merecedor de múltiples galardones. En el año 1972 recibió del departamento de Caldas la Orden “Aquilino Villegas”. En 1973, es condecorado con la medalla “Eduardo Arias Suárez”. En 1984, el Instituto Colombiano de Cultura le concede la condecoración “Medalla al Mérito”. En 1958 es elegido miembro de la Academia Colombiana de la Lengua gracias a sus estudios realizados sobre el costumbrismo.

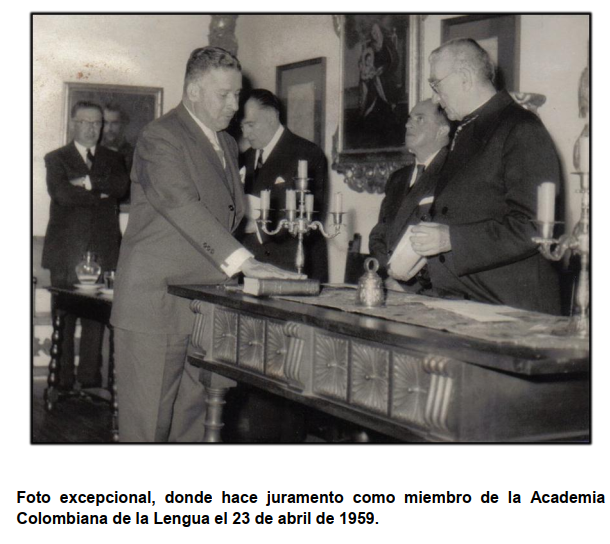
Juramento en la Academia Colombiana de la Lengua

## Obras
- La maestra rural  (1922)
- Vivan los novios (1922)
- Por los caminos de la tierra (1928), poesía.
- El Fugitivo (1931), cuentos.
- Aventuras del día  (1934)
- El hombre, la mujer y la noche (1938)
- El niño que vivió su vida (1942)
- Una novela y un cuento (1942)
- La noche de Satanás (1944)
- Claraboya (1950)[4]
- El costumbrismo (1959)
- El diablo anda por la aldea (1963)
- Ellos eran así (1966)
- Tres vidas y un momento (1971)
- El árbol, el mundo y tú (1974)
- El retrato de monseñor (1976)
- La sandalia y el camino (1978)
- Aldea (1981)
- Comarca abierta, recinto cerrado (1981)
- Allá en el Golfo (1995)
- Libros de Cuentos: Cuentos de amor, Cuentos del lugar y de la Manigua, Trío de violencia